# Elezioni presidenziali nelle Comore del 2016
Le elezioni presidenziali nelle Comore del 2016 si tennero il 21 febbraio (primo turno) e il 10 aprile (secondo turno).
Il primo turno ebbe luogo esclusivamente nella circoscrizione della Grande Comore, essendo la presidenza attribuita secondo un meccanismo di rotazione con le altre circoscrizioni (Anjouan e Mohéli).

## Risultati
| Candidati                      | Partiti                                                 | I turno | I turno | II turno | II turno |
| Candidati                      | Partiti                                                 | Voti    | %       | Voti     | %        |
| ------------------------------ | ------------------------------------------------------- | ------- | ------- | -------- | -------- |
| Azali Assoumani                | Convenzione per il Rinnovamento delle Comore            | 16 747  | 15,10   | 81 214   | 41,43    |
| Mohamed Ali Soilihi            | Unione per lo Sviluppo delle Comore                     | 19 835  | 17,88   | 77 736   | 39,66    |
| Mouigni Baraka                 | Raggruppamento Democratico delle Comore                 | 17 323  | 15,62   | 37 073   | 18,91    |
| Fahmi Said Ibrahim             | Indipendente                                            | 16 485  | 14,86   |          |          |
| Larifou Said                   | Raggruppamento per un'Iniziativa dello Sviluppo         | 6 518   | 5,88    |          |          |
| Bourhane Hamidou               | Indipendente                                            | 6 390   | 5,76    |          |          |
| Mohamed Daoudou                | Partito Arancione                                       | 4 604   | 4,15    |          |          |
| Said Hachim Achiraffi          | Convenzione per un'Alternativa Democratica              | 3 224   | 2,91    |          |          |
| Assoumany Aboudou              | URANGO                                                  | 2 443   | 2,20    |          |          |
| Mohamed Issimalia              | Indipendente                                            | 2 016   | 1,82    |          |          |
| Nassor Mohamed Ali             | Indipendente                                            | 1 958   | 1,77    |          |          |
| Salimou Mohamed Amiri          | Indipendente                                            | 1 946   | 1,75    |          |          |
| Mzé Abdou Soulé El-Back        | Partito Socialdemocratico delle Comore-Dudja            | 1 896   | 1,71    |          |          |
| Said Ali Kemal Ed-Dine         | Indipendente                                            | 1 402   | 1,26    |          |          |
| Abdouloihabi Mohamed           | Alleanza Politica per la Salvaguardia delle Istituzioni | 1 317   | 1,19    |          |          |
| Ibrahima Hissani Mfoihaya      | Alleanza delle Forze Progressiste per il Cambiamento    | 1 278   | 1,15    |          |          |
| Allaoui Said Haimdou           | Ulezi                                                   | 1 051   | 0,95    |          |          |
| Maecha Mtara                   | Raggruppamento Nazionale per lo Sviluppo - Rinnovamento | 732     | 0,66    |          |          |
| Youssouf Abdou Moinaecha       | Indipendente                                            | 599     | 0,54    |          |          |
| Mohamed Mohamed Ali Dia        | Komor Ya Leo Na Messo                                   | 585     | 0,53    |          |          |
| Said Ahmed Said Ali            | Unione Comoriana per il Progresso                       | 580     | 0,52    |          |          |
| Youssouf Said Mahazi           | Indipendente                                            | 565     | 0,51    |          |          |
| Salim Saadi                    | Indipendente                                            | 559     | 0,50    |          |          |
| Cheikh Ahmed Said Abdourahmane | Movimento per lo Sviluppo delle Comore                  | 445     | 0,40    |          |          |
| Mahamoud Ahmed Wadaane         | RIFAID                                                  | 428     | 0,39    |          |          |
| Totale                         | Totale                                                  | 110 926 | 100     | 196 023  | 100      |